# Le Bleymard
Le Bleymard foi uma antiga comuna francesa na região administrativa de Occitânia, no departamento de Lozère. Estendia-se por uma área de 16,36 km². Em 2010 a comuna tinha 1 088 habitantes (densidade: 66,5 hab./km²).
A vila principal da comuna é St Jean du Bleymard, que tinha, em 1804, 710 habitantes, toda a população da comuna, e se localiza a 18 km de Mende.
Em 1 de janeiro de 2017, passou a fazer parte da nova comuna de Mont Lozère et Goulet.

## Demografia
| 1793 | 1800 | 1806 | 1821 | 1831 | 1836 | 1841 | 1846 | 1851 |
| ---- | ---- | ---- | ---- | ---- | ---- | ---- | ---- | ---- |
| 752  | 748  | 749  | 486  | 583  | 597  | 583  | 596  | 652  |

| 1856 | 1861 | 1866 | 1872 | 1876 | 1881 | 1886 | 1891 | 1896 |
| ---- | ---- | ---- | ---- | ---- | ---- | ---- | ---- | ---- |
| 610  | 553  | 540  | 575  | 600  | 678  | 665  | 605  | 649  |

| 1901 | 1906 | 1911 | 1921 | 1926 | 1931 | 1936 | 1946 | 1954 |
| ---- | ---- | ---- | ---- | ---- | ---- | ---- | ---- | ---- |
| 598  | 621  | 697  | 553  | 575  | 549  | 448  | 493  | 336  |

| 1962 | 1968 | 1975 | 1982 | 1990 | 1999 | - | - | - |
| --- | ---- | ---- | ---- | ---- | ---- | - | - | - |
| 324 | 295  | 358  | 434  | 440  | 446  | - | - | - |
| Para os censos de 1962 a 2006 a população legal corresponde à popolução sem duplicidades, segundo define o INSEE. |      |      |      |      |      |   |   |   |